# Mine de Cannington
Pour les articles homonymes, voir Cannington.
 (mars 2025).
La mine de Cannington est une mine souterraine d'argent et de plomb (lode) située au Queensland,. Elle appartient à BHP Billiton. Elle a ouvert en 1997.